# Бартини, Роберт Людвигович
Ро́берт Лю́двигович Барти́ни (настоящее имя — Роберто Орос ди Бартини (итал. Roberto Oros di Bartini); 14 мая 1897, в Фиуме (Австро-Венгрия) — 6 декабря 1974, Москва) — итальянский аристократ (родился в семье барона), коммунист, уехавший из фашистской Италии в СССР, где стал известным авиаконструктором. Физик, создатель проектов аппаратов на новых принципах (см. экраноплан). Автор более 60 завершённых проектов самолётов. В анкетах в графе «национальность» писал: «русский».
В начале 1930-х годов под руководством Бартини в моторной бригаде опытного отдела ОПО-3 работал создатель первых пилотируемых космических кораблей Сергей Павлович Королёв.
Опубликовал ряд научных статей и монографий, включая труды по аэродинамике, в литературе встречается термин «эффект Бартини».
Помимо авиации и физики, Р. Л. Бартини с переменным успехом занимался космогонией и философией. Опубликовал на тему физических размерностей две не признанные научным сообществом статьи в научных журналах.

## Биография

### Ранние годы
В 1900 году в городе Флаум он же Фиуме, Австро-Венгрия (ныне город Риека в Хорватии), жена вице-губернатора барона Лодовико Ороса ди Бартини, одного из видных вельмож Австро-Венгерской империи, решила взять на воспитание трёхлетнего Роберто, приёмного сына своего садовника. В то же время, по информации различных источников, есть версия, что садовнику сына подбросила мать, некая молодая дворянка, забеременевшая от барона Лодовико[страница не указана 17 дней].
В 1912 году гимназист Роберто увидел в Фиуме демонстрационные полёты русского лётчика Харитона Славороссова. Они поразили его воображение и повлияли на судьбу. Бартини увлёкся авиацией, ставшей его главной страстью на всю жизнь.
Владел несколькими европейскими языками: немецким, итальянским и французским. Участник Первой мировой войны. Окончил офицерскую школу (1916 г.), после чего был отправлен на Восточный фронт, в ходе Брусиловского прорыва попал в плен вместе с ещё 417 тыс. солдатами и офицерами Центральных держав, попал в лагерь под Хабаровском (располагался в посёлке Красная речка, ныне — район Хабаровска). Здесь он, как предполагается, впервые встретился с большевиками. В 1920 году Роберто вернулся на родину.

### Работа в СССР
После фашистского переворота в 1922 году ИКП направила его в Советский Союз. Его путь пролегал из Италии через Швейцарию и Германию в Петроград, а оттуда — в Москву. С 1923 года жил и работал в СССР: на Научно-опытном аэродроме ВВС (ныне Чкаловский, ранее — Ходынское лётное поле) сначала лаборантом-фотограммистом, потом стал экспертом технического бюро, одновременно военный лётчик, с сентября 1928 года, после ареста Д. П. Григоровича, возглавил экспериментальную группу ОПО-3 ЦКБ по проектированию гидросамолётов в Севастополе, вначале инженером-механиком авиаминоносной эскадры, затем — старшим инспектором по эксплуатации материальной части.
С 1929 года — начальник отдела морского опытного самолётостроения, а в 1930 его уволили из ЦКБ за подачу в ЦК ВКП(б) докладной записки о бесперспективности создания объединения, подобного ЦКБ; в том же году по рекомендации начальника ВВС П. И. Баранова и начальника вооружений РККА М. Н. Тухачевского он был назначен главным конструктором СНИИ (завод № 240) ГВФ (гражданского воздушного флота). В качестве производственной базы для конструктора был отведён завод опытных конструкций (ЗОК) ЦАГИ.
В 1932 году в СНИИ были начаты проектные работы по самолёту «Сталь-6», на котором в 1933 году был установлен мировой рекорд скорости — 420 км/ч. На основе рекордной машины был спроектирован истребитель «Сталь-8», но проект закрыли в конце 1934 г. как не соответствующий тематике гражданского института.
Осенью 1935 был создан 12-местный пассажирский самолёт «Сталь-7» с крылом «обратная чайка».
В 1936 году он представлялся на международной выставке в Париже, а в августе 1939 г. на нём был установлен международный рекорд скорости на дистанции 5000 км — 405 км/ч.
На базе этого самолёта создавался по проекту Бартини дальний бомбардировщик ДБ-240 (позже классифицирован как Ер-2), разработку которого завершил главный конструктор В. Г. Ермолаев в связи с арестом Бартини.

#### Арест и работа в заключении
14 февраля 1938 г. Роберт Бартини был арестован НКВД СССР (после ареста Бартини в феврале 1938 г. КБ возглавил З. Б. Ценципер). Ему было предъявлено обвинение в связях с «врагом народа» Тухачевским, а также в шпионаже в пользу Муссолини. Решением внесудебного органа (т. н. «тройки») Бартини приговорили к обычному для подобных дел сроку — 10 лет лишения свободы и пять — «поражения в правах».
Заключение Бартини отбывал вместе с А. Н. Туполевым в закрытом авиационном КБ «тюремного» типа — «болшевской шарашке» (г. Королёв), затем в ЦКБ-29, где он работал до 1947 года (с сентября 1946 года — по совместительству с должностью главного конструктора ОКБ-86 МВД). Принимал участие в работе по бомбардировщику Ту-2, под руководством А. Н. Туполева, также находившегося в заключении. Вскоре Бартини по его просьбе перевели в группу заключённого Д. Л. Томашевича («бюро 101»), где на тот момент осуществлялось проектирование перспективного истребителя. Это сыграло злую шутку в судьбе Бартини — в 1941 г. трудившихся с Туполевым освободили, а сотрудники «101-й» вышли на свободу уже только после войны.
С приближением немецких войск к Москве ЦКБ-29 было эвакуировано в Омск. В Омске в начале войны было организовано специальное ОКБ Бартини, в начале 1942 года Бартини был вызван из Омска в Москву. Здесь Берия поручил Р. Л. Бартини создание реактивных истребителей-перехватчиков.
- «Р» — сверхзвуковой одноместный истребитель типа «летающее крыло» с крылом малого удлинения с большой переменной по размаху стреловидностью передней кромки, с двухкилевым вертикальным оперением на концах крыла и комбинированной жидкостно-прямоточной силовой установкой. Чертежей самолёта «Р» не сохранилось.
- Р-114 — истребитель-перехватчик ПВО с четырьмя ЖРД В. П. Глушко по 300 кгс тяги со стреловидным крылом (33 град. по передней кромке), имеющим управление пограничным слоем для увеличения аэродинамического качества крыла. Р-114 должен был развивать невиданную для 1942 года скорость — 2М. Рассматривалась возможность старта перехватчика с авиаматки на высоте 10 000 метров. Расчётный потолок составлял 24 000 метров. Чертежей перехватчика также не сохранилось.[8]

Осенью 1943 года ОКБ было закрыто. В 1944—1946 годах Бартини выполнял рабочее проектирование и опытную постройку транспортных самолётов.
- Т-107 (1945 г.) с двумя двигателями АШ-82 — пассажирский самолёт — среднеплан с двухэтажным герметизированным фюзеляжем и трёхкилевым оперением. Не строился.
- Т-108 (1945 г.) — лёгкий транспортный самолёт с двумя дизелями по 340 л. с., двухбалочный высокоплан с грузовой кабиной и неубираемым шасси. Также не строился.
- Т-117 — магистральный транспортный самолёт с двумя двигателями АШ-73 по 2300/2600 л. с. Схема — высокоплан с очень широким фюзеляжем, поперечное сечение которого образовано тремя пересекающимися окружностями. Самолёт позволял бы перевозить танки и грузовики. Были также пассажирский и санитарный варианты с герметичным фюзеляжем. Проект самолёта был готов уже осенью 1944, а весной 1946 — представлен в МАП (министерство авиационной промышленности). После положительных заключений ВВС и ГВФ, после ходатайств и писем ряда выдающихся деятелей авиации (М. В. Хруничева, Г. Ф. Байдукова, А. Д. Алексеева, И. П. Мазурука и др.) был утверждён, и в июле 1946 была начата постройка самолёта на заводе им. Димитрова в Таганроге, где вновь было организовано ОКБ-86 Бартини. В июне 1948 постройка почти готового (на 80 %) самолёта была прекращена, поскольку комиссия наркомата авиапромышленности под председательством Сталина посчитала использование двигателей АШ-73, необходимых для стратегического Ту-4, непозволительной роскошью, также в серийном производстве уже имелся самолёт Ил-12 (хотя Бартини и планировал использовать эти двигатели за их будущей ненадобностью, предвидя скорый переход ВВС на реактивную авиацию).
- Т-200 — специальный тяжёлый военно-транспортный и десантный самолёт, высокоплан с фюзеляжем большой ёмкости, обводы которого образованы крыльевым профилем, а задняя кромка, раскрываясь вверх и вниз, между двумя хвостовыми балками, образовывала проход ширины 5 м и высоты 3 м для крупногабаритных грузов. Силовая установка — комбинированная: два поршневых звездообразных четырёхрядных двигателя АШ по 2800 л. с. (будущих) и два турбореактивных РД-45 по 2270 кгс тяги. Предусматривалось управление пограничным слоем крыла, хорда которого — 5,5 м (вариант Т-210). Проект разрабатывался в 1947 г., был утверждён, и самолёт в том же году рекомендован к постройке, однако он не строился из-за закрытия ОКБ. Впоследствии эти наработки были частично использованы при создании транспортных самолётов Антонова.

В 1946 году Бартини был освобождён и после смерти Сталина реабилитирован (1956 г.).

#### Дальнейшая работа
С 1948 года Бартини работал в ОКБ-86 на территории завода имени Димитрова в Таганроге. С 1952 года Бартини — главный инженер перспективных схем летательных аппаратов в Сибирском НИИ им. С. А. Чаплыгина. Здесь он создал проект самолёта Т-203. Проект Р. Л. Бартини, представленный в 1955 году, планировал создание сверхзвуковой летающей лодки-бомбардировщика А-55. Первоначально проект был отклонён, так как заявленные характеристики посчитали нереальными. Помогло обращение к С. П. Королёву, который помог обосновать проект экспериментально.

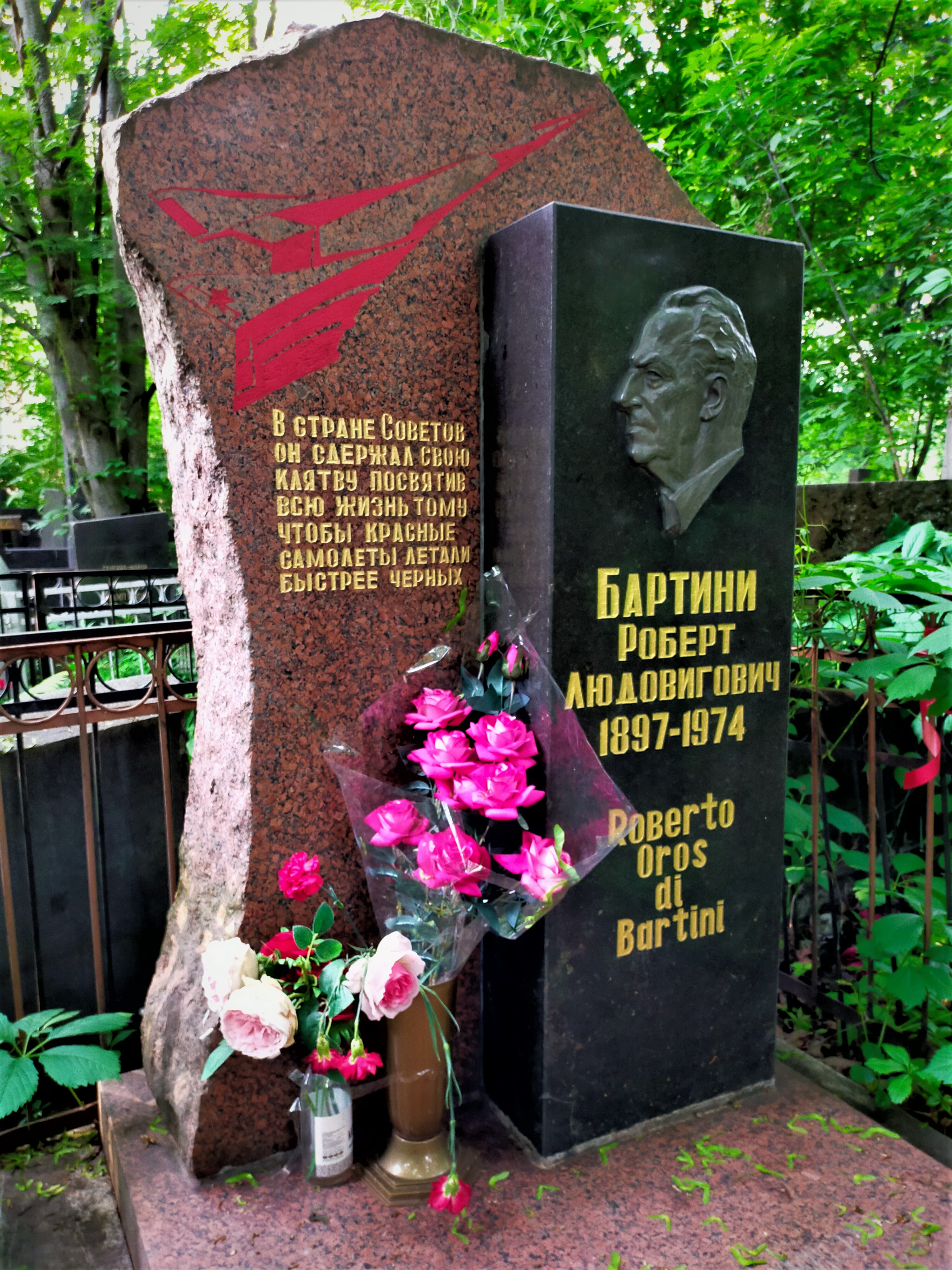
Могила Р. Л. Бартини на Введенском кладбище

В 1956 году Бартини был реабилитирован, а в апреле 1957 года откомандирован из СИБНИА в ОКБС МАП в Люберцах для продолжения работы над проектом А-57. Здесь в ОКБ П. В. Цыбина под руководством Бартини до 1961 года было разработано 5 проектов самолётов полётной массы от 30 до 320 тонн разного назначения (проекты «Ф», «Р», «Р-АЛ», «Е» и «А»). 
Практически сразу же после снятия Георгия Жукова с должности министра обороны СССР осенью 1957 г. был закрыт целый ряд проектов Бартини и прекращены работы над самолётами Р-57, Е-57 и некоторыми другими перспективными образцами. «Стратегические треуголки» помимо прекрасных лётных характеристик, должны были оснащаться бортовым радиоэлектронным оборудованием (БРЭО), бывшим по тем временам верхом совершенства. Комиссия МАП, в работе которой приняли участие представители ЦАГИ, ЦИАМ, НИИ-1, ОКБ-156 (А. Н. Туполева) и ОКБ-23 (В. М. Мясищева), дала положительное заключение по проекту, однако правительственное решение о постройке самолёта так и не было принято. В 1961 году конструктором был представлен проект сверхзвукового дальнего разведчика с ядерной силовой установкой Р-57-АЛ — развития А-57.
Именно в этот период Бартини замыслил проект крупного самолёта-амфибии вертикального взлёта и посадки, который позволил бы охватить транспортными операциями большую часть поверхности Земли, включая вечные льды и пустыни, моря и океаны. Им были проведены работы по использованию экранного эффекта для улучшения взлётно-посадочных характеристик таких самолётов. Первым шагом в этом направлении стал небольшой Бе-1, прошедший лётные испытания в 1961—1963 годах.
В 1968 году коллектив Р. Л. Бартини из Подмосковья переехал на завод им. Г. Димитрова в КБ Г. М. Бериева (Таганрог), специализировавшемся на гидросамолётах. Здесь в соответствии с концепцией «безаэродромных самолётов» в 1972 году были построены два противолодочных самолёта ВВА-14 (М-62; «вертикально взлетающая амфибия»). В 1976 году один из этих аппаратов был преобразован в экраноплан. Он получил обозначение 14М1П. Через некоторое время после смерти Р. Л. Бартини в 1974 году работы над этими летательными аппаратами были прекращены под давлением ТАНТК (КБ им. Бериева), работавшего над летающими лодками А-40 и А-42. Бартини награждён орденом Ленина (1967 г.). 14 мая 1997 года, в день 100-летия со дня рождения Бартини в фойе ОКБ ТАНТК им. Бериева появилась мемориальная доска Р. Л. Бартини.
Бартини сделал доклад в сентябре 1974 года, в котором он предложил авианосцы на подводных крыльях. На скоростях 600-700 км/ч шёл авианосец, так что самолёт мог садиться без гашения скорости. Когда Бартини сделал свой доклад, то Алексеев из Сормова отказался делать свой доклад, сославшись на то, что его доклад хуже.П. Г. Кузнецов
Бартини похоронен в Москве на Введенском кладбище (29 участок). На памятнике надпись: «В стране Советов он сдержал свою клятву, посвятив всю жизнь тому, чтобы красные самолёты летали быстрее чёрных.»

## Летательные аппараты Р. Л. Бартини

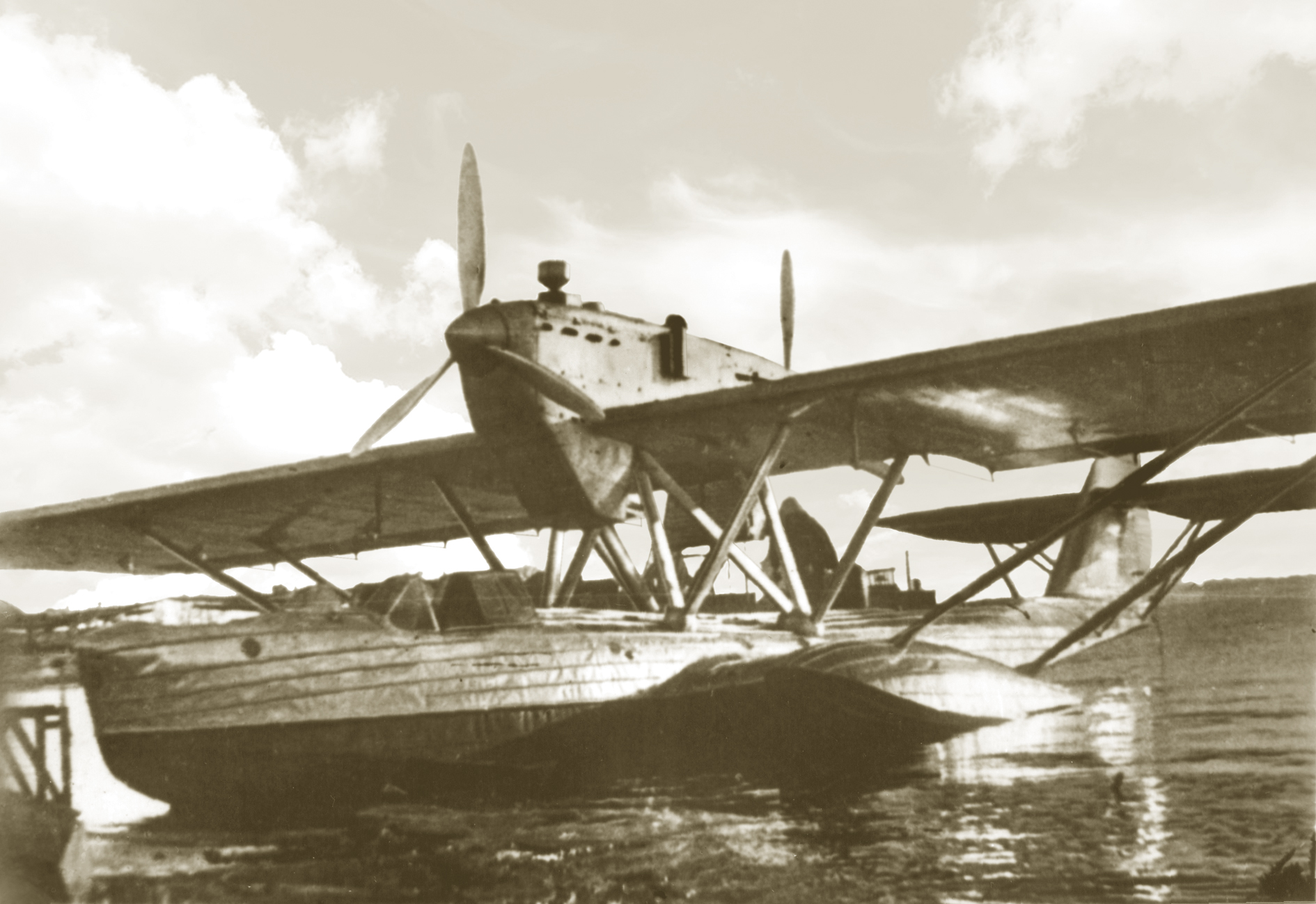
Гидросамолёт Бартини ДАР.

Бе-1 — лёгкая амфибия.

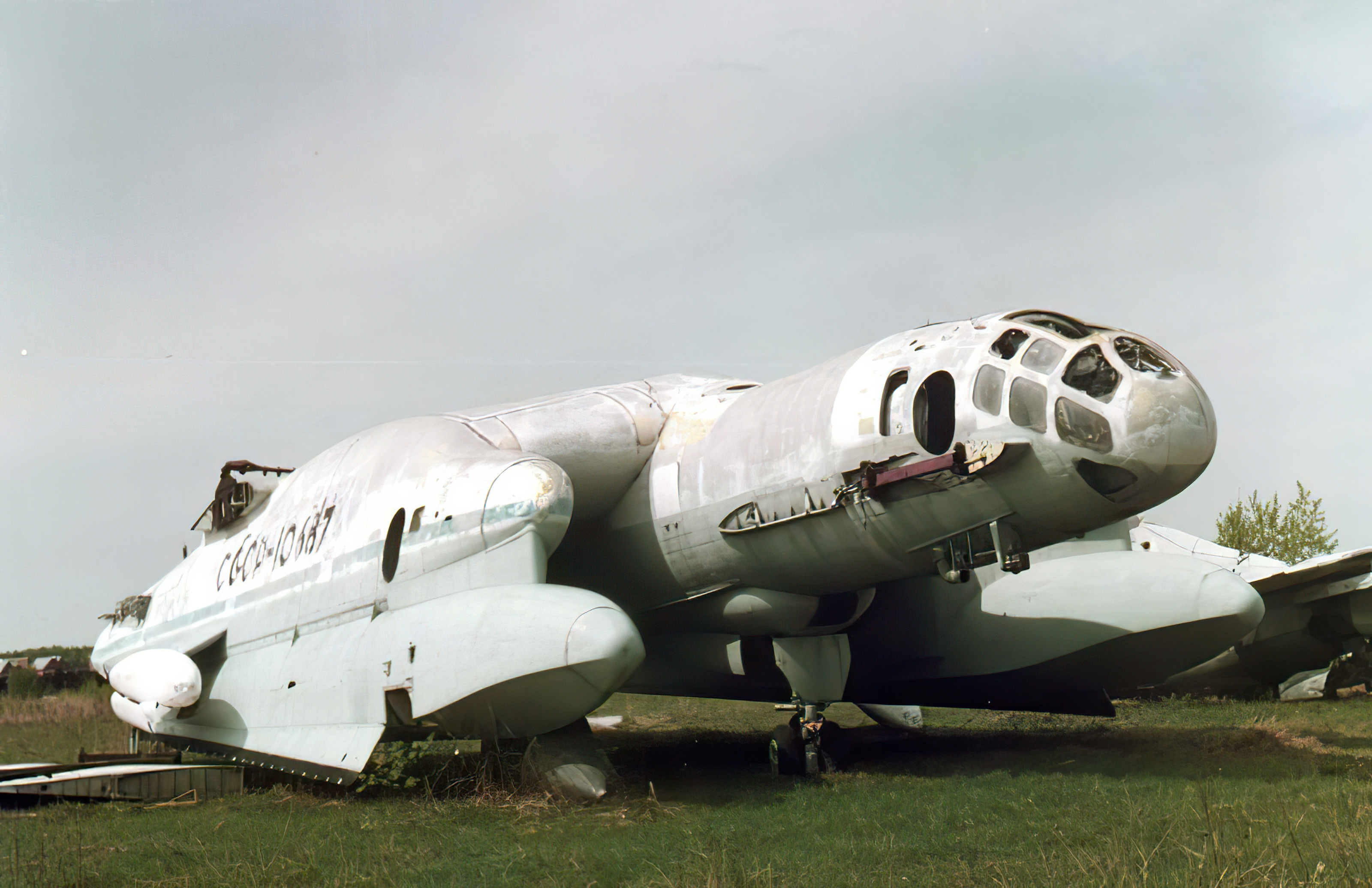
ВВА-14, Центральный музей ВВС, Монино, 1998.

На счету Роберта Бартини свыше 60 проектов самолётов, в том числе:
- МТБ-2 (1930 г.) — морской тяжёлый бомбардировщик лодочного типа металлической конструкции, под 6 двигателей общей мощности 5000 л. с. ТТЗ определялось, как: «…Разрушение и уничтожение кораблей противника при стоянках на базах и на походе в море. Разрушение баз флота противника и его укреплённых районов побережья. Содействие высадке своих десантов и поддержка своей действующей у побережья армии»… (проект).[14]
- Сталь-6 (1933 г.) — экспериментальный истребитель (опытный)[15] Экспериментальный скоростной самолёт. Первый полёт совершил в 1933 году. На самолёте, впервые в СССР, была применена схема с убирающимся шасси. В ходе испытаний самолёт развивал скорость до 420 км/ч, что на 100 км/ч больше, чем любой истребитель тех лет. Многие идеи, которые Бартини заложил в конструкции этого самолёта, использовались в дальнейшем отечественными авиаконструкторами.[16]
- Сталь-7 (осень 1935 г.) — 12-местный пассажирский самолёт (опытный), многоцелевой транспортный самолёт. Первый полёт совершил в 1937 году. Проектирование началось в мае 1934 года, а в декабре «Сталь-7» выкатили из сборочного цеха. Р. Л. Бартини был уже в тюрьме, когда на самолёте был установлен мировой рекорд скорости.[17]
- ДАР (конец 1935 г.) — дальний арктический разведчик (опытный).[18] Многоцелевая летающая лодка. Первый полёт в 1935 году. По схеме это была летающая лодка, способная производить посадку на воду, снег и лёд и взлетать с них. Работы по самолёту продолжались до 1940 года, однако несмотря на отличные лётные данные, он так и не был зарегистрирован в авиареестре и в полярной авиации не эксплуатировался. Вероятно это было связано с арестом Бартини.[19]
- Сталь-8 (1934 г.) — истребитель на базе Сталь-6 (проект). Первый самолёт полностью выполненный на электросварке. По расчётам скорость самолёта на высоте 3000 метров получалась 630 км/ч. Самолёт так и не был выпущен, работы по нему прекратились в 1934 году.[20]
- Ер-2 (ДБ-240) (лето 1940 г.) — дальний бомбардировщик на базе «Сталь-7» (серия 428).[21] Ер-2 — бомбардировщик, созданный на базе гражданского самолёта «Сталь-7», первый полёт совершил в 1940 году. К июню 1941 года были сформированы два полка, состоящие из бомбардировщиков Ер-2. Самолёты участвовали в боевых действиях с первых дней войны. Бомбили цели в тылу противника и участвовали в бомбардировках Берлина.[22]
- Ер-4 (1943 г.) — дальний бомбардировщик (опытный). Базовой моделью послужил пассажирский самолёт «Сталь-7». Первый полёт 14 мая 1943 года. На самолёт устанавливали дизельные двигатели. Всего был изготовлен 241 самолёт. Широкого распространения в советской бомбардировочной авиации не получил.[23]
- Р — сверхзвуковой одноместный истребитель (проект). Идеи, заложенные при разработке истребителя, много лет спустя были реализованы при создании сверхзвуковых самолётов.
- Р-114 (1942 г.) — зенитный истребитель-перехватчик (проект). Несмотря на внушительные проектные лётно-технические данные самолёта, техническая база СССР не позволяла реализовать этот проект.[24]
- Т-107 (1945 г.) — пассажирский самолёт (проект). Пассажирский самолёт, рассчитанный на перевозку 40 пассажиров на верхней палубе и 2.710 кг грузов на нижней палубе на расстояние 1.200 км. Проект не был реализован.[25]
- Т-108 (1945 г.) — лёгкий транспортный самолёт (проект). Самолёт для местных воздушных линий с двумя дизельными двигателями. Проект не реализован.[26]
- Т-117 (1948 г.) — магистральный транспортный самолёт (не достроен).[27] Первый отечественный широкофюзеляжный транспортный самолёт. По проекту он должен был перевозить танки и грузовики. В десантном варианте самолёт мог перевозить 80 полностью экипированных бойцов. Проект самолёта был утверждён и в 1946 году началась его постройка. Однако в июле 1948 года проект был закрыт.[28]
- Т-200 (1947 г.) — тяжёлый военно-транспортный и десантный самолёт (проект). Высокоплан с фюзеляжем большой ёмкости, который идеально подходил для погрузки крупногабаритных грузов. Проект был утверждён и рекомендован к постройке, но так и не был построен.[29]
- Т-203 (1952 г.) — сверхзвуковой самолёт с оживальным крылом (проект). Р. Л. Бартини в 1955 году представил проект сверхзвуковой летающей лодки-бомбардировщика средней дальности. Этот самолёт мог пополнять запасы топлива в океане с надводных кораблей и подводных лодок. Несмотря на положительное заключение МАП, проект не был реализован.[30]
- Т-210 — вариант Т-200 (проект).
- Т-500 — тяжёлый транспортный экранолёт (проект). ОКБ Бартини выиграло конкурс на создание тяжёлых экранопланов. На гидроканале ЦАГИ испытывали модели двух вариантов: военного и пассажирского. Бартини считал этот проект перспективным для полётов над океаном. Но смерть конструктора не позволила реализовать этот проект.[31]
- А-55 (1955 г.) — бомбардировщик — летающая лодка средней дальности (проект).[32] Концепция этого самолёта была заложена при проектировании Т-203. Проект А-55 был закончен в 1955 году. Согласно расчётам самолёт имел скорость 2.500 км/ч и дальность 10.000 км. Несмотря на то, что проект был одобрен, в МАП решили, что в настоящее время он не осуществим.
- А-57 (1957 г.) — стратегический бомбардировщик — летающая лодка (проект), дальность 14.000 км.[33] Дальнейшее развитие проекта А-55. А-57. Представлял собой гидросамолёт-амфибию и тяжёлый управляемый реактивный снаряд, располагавшийся на самолёте-носителе. Проект не был осуществлён.[34]
- Е-57 — гидросамолёт-бомбардировщик (проект), носитель крылатой ракеты К-10 и ядерной бомбы. Экипаж — 2 человека. По конструкции самолёт был идентичен А-57. Бесхвостка. Дальность — 7.000 км.[35] Разработан в 1957 году. Для посадки на лёд использовалась посадочная лыжа. Поддержку проект не получил.[36]
- Р-57 (Ф-57) — сверхзвуковой фронтовой бомбардировщик (проект), развитие проекта А-57. Фронтовой бомбардировщик веса 25 тонн с крейсерской скоростью 2500 км/ч, дальностью до 3000 км. Бомбовая нагрузка 1500 кг. Проект был принят, для постройки определили завод, однако в связи с сокращением вооружённых сил и переориентировки на выпуск ракетной техники проект был закрыт.[37]
- Р-АЛ (1961 г.) — дальний разведчик с ядерной силовой установкой (проект). Спроектирован на базе А-57 с ядерной силовой установкой, конструкции Люльки.[38]
- Бе-1 (1961 г.) — лёгкая амфибия (опытный — для исследования экранного эффекта). Первый полёт совершил в 1964 году. Всего было совершено 15 полётов. Затем все работы по проекту были свёрнуты.[24]
- МВА-62 (1962 г.) — проект самолёта-амфибии с вертикальным взлётом и посадкой. МВА-62 имел катамаранную схему, что обеспечивало устойчивость на плаву при волнении до 5 баллов. Проект предусматривал взлёт-посадку на воду или сушу практически в любом месте. Однако этот проект не удалось воплотить в жизнь, но идеи, заложенные в проекте, были использованы в дальнейшем при проектировании и производстве самолётов-амфибий.[39]
- ВВА-14М-62 (1972 г.) — вертикально взлетающая амфибия — противолодочный экранолёт (модификация 14М1П).[40] Воплощённая в жизнь концепция «безаэродромных самолётов», результат многолетнего исследования Бартини — «Теория межконтинентального транспорта Земли». Было построено 2 противолодочных самолёта ВВА-14, которые совершали полёты. Это был последний проект в жизни Р. Л. Бартини.

## Цитаты
- Как-то Бартини спросил М. П. Симонова: «Может ли одна отстающая система догнать ушедшую далеко вперёд другую?» Речь шла о США и СССР. Симонов признался, что в подобное не верит. Бартини же сказал: «А если бежать наперерез?!»[41]

## Теоретик технологии
Разработанный Бартини метод изобретения получил название «И-И» от принципа соединения взаимоисключающих требований: «И то, И другое». Он утверждал, «… что возможна математизация рождения идей». Бартини не оставлял места озарению, случайности в таких заведомо неустойчивых системах, как самолёты; только строгий расчёт. Впервые об этом своём логико-математическом исследовании Бартини доложил на совещании в ЦК ВКП(б) в 1935 году.
Показательна одна из прогностических разработок Бартини, имеющая внешнее сходство с морфологическим анализом. После того, как все сколько-нибудь значимые характеристики всех видов транспорта были сведены в три обобщённых показателя и на их основе был построен трёхмерный «морфологический ящик», с чрезвычайной наглядностью выяснилось, что нынешние виды транспорта занимают ничтожную часть объёма «ящика». Выяснилась предельная степень совершенства (идеальности) транспорта, основанного на известных принципах. Оказалось, что наилучшим соотношением всех характеристик способны обладать только экранолёты (или экранопланы) с вертикальным взлётом и посадкой. 
В литературе по аэродинамике встречается термин «эффект Бартини».

## Физик и философ
Бартини прежде всего известен как выдающийся авиаконструктор, которого газета «Красная Звезда» даже назвала «гением предвидения». Но он также, после ряда согласований и поддержки со стороны академика Б. Понтекорво, опубликовал статью по теоретической физике в журнале «Доклады академии наук СССР» в 1965 году, стиль и содержание которой были необычными и казались настолько бессмысленными, что научное сообщество посчитало её юмористическим розыгрышем.
В частности, выдающийся математик В. И. Арнольд писал в своих воспоминаниях (несколько неверно цитируя первое предложение статьи Бартини):
Как математику, мне особенно приятно вспоминать представленную Бруно Понтекорво в ДАН (доклады академии наук СССР) статью «О размерностях физических величин» Ороса ди Бартини. Она начиналась словами: «Пусть A есть унарный и, следовательно, унитарный объект. Тогда A есть A, поэтому…», а заканчивалась благодарностью сотруднице «за помощь в вычислении нулей пси-функции».
Эту зло пародирующую псевдоматематический вздор статью (опубликованную, помнится, около 1 апреля) студенты моего поколения знали давно, так как её автор — замечательный итальянский авиаконструктор, работавший в России совсем в другой области науки, — пытался опубликовать её в Докладах уже несколько лет. Но академик Н. Н. Боголюбов, которого он об этом просил, не решился представить эту заметку в ДАН, и только избрание Бруно Понтекорво действительным членом Академии сделало эту очень полезную публикацию возможной.В. И. Арнольд
После публикации статьи Бартини Бруно Понтекорво получил письма сразу от нескольких «сумасшедших», упрекавших его в том, что он украл у них идеи, а также ему позвонили из Отдела науки ЦК КПСС и стали интересоваться, не является ли эта статья розыгрышем — с такой жалобой обратились некоторые математики, посчитавшие оскорблением помещать розыгрыш в журнале. Доктор физико-математических наук Борис Штерн в статье от 2008 года считал статью Бартини либо остроумным розыгрышем, либо грустной историей, «когда талантливый в своей области человек „теряет ориентиры“ и с головой погружается в бредовые изыскания в поисках основ мироздания». Он же упоминал многочисленные попытки «расшифровать» статью, приписывая смысл формулам и фразам, домысливая «опущенные для краткости» фрагменты.
Впрочем, не все учёные столь категоричны, в частности, физик-теоретик Михаил Шифман считал статью недооценённой и имеющей смысл с точки зрения теории струн, тем не менее, очень путанно написанной.
Тем не менее, полноценная научная оценка статье пока не дана, а публикуется она в основном на сайтах российских последователей Рериха и «академии тринитаризма».
Также Бартини в 1966 году опубликовал на ту же тему статью «О некоторых соотношениях между физическими константами» в 1 выпуске журнала «Теория гравитации и элементарных частиц». Содержание статьи представляло собой расширенную версию первой статьи.
В 1974 году посмертно была опубликована статья в тематическом сборнике докладов семинара в соавторстве с П. Г. Кузнецовым, представляла она расширение идей автора:
- P. O. ди Бартини, П. Г. Кузнецов. Множественность геометрий и множественность физик. // Моделирование динамических систем. Теоретические вопросы моделирования. вып. 2. Труды семинара «Кибернетика электроэнергетических систем». Брянск. — 1974.

Современные последователи Бартини утверждают, что им была создана «уникальная теория шестимерного мира пространства и времени, которая получила название „мир Бартини“». По их словам, в противоположность традиционной модели с 4 измерениями (три измерения пространства и одно времени), этот мир построен на шести ортогональных осях. По утверждению последователей этой теории, все физические константы, которые Бартини аналитически (а не эмпирическим путём, как это было сделано для всех известных констант) вычислил для этого мира, совпадают с физическими константами нашего реального мира. Также, по утверждению последователей теории, Бартини занимался анализом размерностей физических величин — прикладной дисциплиной, начало которой положил в начале XX века Н. А. Морозов. Бартини, по утверждению современных его последователей, опирался на исследования Дж. Бурнистона Брауна по теории размерности.

### Воспоминания о Бартини
- Ненужный самолёт — Воспоминания Н. А. Погорелова — заместителя Р. Л. Бартини в период работы над ВВА-14,
- Роберт Людвигович Бартини (1897—1974) Международный институт природы, общества и человека «Дубна»
- Воспоминания дочери инженер-полковника Рожкова Е. И, Наталья Рожкова.

### О Бартини
- http://testpilot.ru/russia/bartini/bartini.php
- Юрий Каминский. Одиссея «КРАСНОГО БАРОНА» // Техника — молодёжи, № 6, 2000.
- И. Чутко. Бартини — Предтеча золотого века. // «Вокруг света» № 12 (2759), 2003
- Сергей и Ольга Бузиновские. О загадочной судьбе Роберта Бартини
- Кудрявцев А. Роберт Бартини
- Документальный фильм «Код Бартини. Загадка красного барона» киностудии «Крылья России»
- Каблов Е. Н. Роберт Бартини — авиаконструктор, опередивший время. // АГНЦ «Наука», 26.02.2014

web-архивы
- Ю. Авдеев.  (2008), Гений предвидения, «Красная звезда». Retrieved 22-Oct-2010 from

#### Художественная литература
- Бузиновская О. И., Бузиновский С. Б. Тайна Воланда 2003, 2006. Критика: Красный барон (недоступная ссылка), Сергей Бережной. Тексты, которые играют в игры,
- Olga un Sergejs Buzinovski. Volanda noslēpuns. 2008. Avots. 21.5 x 15 cm; 588 lpp.
- Романов Роман. MMIX — Год Быка, 2009.

### Летательные аппараты Бартини
- Летательные аппараты Бартини
- Самолёты Р. Л. Бартини
- http://airbase.ru/hangar/russia/bartini/planes/

### О трудах Бартини
- Р. О. ди Бартини, П. Г. Кузнецов. Множественность геометрий и множественность физик Архивная копия от 3 ноября 2007 на Wayback Machine.
- Совместные работы П. Г. Кузнецова и P. Л. Бартини.
- Г. Смирнов. Числа, которые преобразили мир.
- Чуев А. С. Фундаментальные физические постоянные — взаимосвязь размерностей и единство числовых значений в системе размерностей LT.
- Герштейн С. С. Воспоминания и размышления о Бруно Понтекорво.
- Одиссея «Красного барона».

web-архивы
- Савинский Ю. Э. «Бартини — преодолеть неизбежное».